# Portrait d'Antony Valabrègue
Portrait d'Antony Valabrègue est un tableau réalisé par le peintre français Paul Cézanne en 1869-1871.

## Description
Cette huile sur toile est le portrait en buste sur fond sombre du critique d'art Antony Valabrègue.
Lorsqu'un membre du jury du Salon de Paris de 1866 découvrit ce portrait, il s'exclama que le portrait n'avait pas été peint au couteau, mais au pistolet. L'aspect grossier créé par la technique audacieuse, presque violente, de Cézanne amena Valabrègue, ami de longue date de l'artiste, à se plaindre auprès de l'écrivain Zola : « Il m'a donné un teint si féroce qu'il me rappelle la statue de Champfleury tachée de mûres écrasées.»
Valabrègue posa néanmoins à plusieurs reprises pour Cézanne, notamment pour le présent portrait, que l'on pense avoir été peint entre 1869 et 1871. À cette époque, le peintre avait remplacé les couteaux par des pinceaux, mais les utilisait toujours pour un effet similaire. Avec de larges pinceaux. Cézanne appliquait une gamme limitée de couleurs en couches épaisses et successives, sculptant pratiquement le visage, les cheveux et la barbe de son ami dans la peinture. Le résultat était une ressemblance délibérément grossière qui s'écartait fortement des conventions convenables du portrait bourgeois de cette période.

## Histoire du tableau
Ce tableau a probablement fait partie des oeuvres de Cézanne montrées lors de l'exposition organisée par Ambroise Vollard (1867 - 1939) en 1895.
L'œuvre fait partie depuis 1985 des collections du J. Paul Getty Museum de Los Angeles, aux États-Unis.